# ライフ・ライン
『ライフ・ライン』は、1980年より、タイトルなどを変えながら日本各地の民放テレビ局で放映している宗教番組（プロテスタント伝道番組）。現タイトルは1986年より放送。1989年以降は太平洋放送協会の制作。ラジオ番組『世の光』のテレビ番組版に当たる。
番組コンセプトは「あなたの心に安らぎと希望を」。

## 前史：太平洋放送協会でのテレビ伝道

### テレビ版「世の光」 （15分番組）
1952年にスタートしたラジオ版『世の光』が放送8年目を迎えた1960年10月、テレビ版『世の光』が信越放送にて放送開始された。13週間にわたって羽鳥明牧師らが信越放送のテレビスタジオから生放送でキリストの福音を伝えた。それから4年4か月後の1964年4月、テレビ版『世の光』が再び製作放送され、信越放送を含む全国8局ネットで放送された。半年後の10月には東京12チャンネル（現在のテレビ東京）でも放送を開始、さらに1年後の1965年11月には日本海テレビ、北海道放送でも放送を開始した。同年12月24日（または25日）には『世の光』とは全く別の特別番組『メリー・クリスマス』が東京12チャンネル、北海道放送、福島テレビ、信越放送、日本海テレビの5局ネットで放送された。

### 「生きる」「見えますか、愛」
1979年1月、テレビ伝道番組『生きる』を同年3月まで東京12チャンネルにて放送した。テレビ版「世の光」以来、13年ぶりのテレビ伝道番組である。1984年4月には『見えますか、愛』がテレビ東京にて放送開始された。1985年1月には沖縄テレビ、1986年1月からはテレビ大阪もネット局として加わり、3局ネットで3月まで放送された。同年4月にはその続編と言うべき『見えますか、愛Ⅱ』がサンテレビにて放送された。

## 沿革

### 『PTLクラブ・主をほめよ』の開始
1980年10月に開始した『PTLクラブ・主をほめよ』（The PTL Club "Praise the Lord" アメリカのテレビ番組）の日本版に端を発する。アメリカノースカロライナ州で同名の団体を率いていたジム・ベイカー（またはジム・バカー、Jim Bakker）、タミー・フェイ（Tammy Faye）夫妻のテレビ伝道のダイジェストを、日本語で吹き替え、説教の前後に日本でスタジオ収録（主にテレビ埼玉のスタジオで収録）した素材を挿入したもので、馬橋キリスト教会（ペンテコステ派単立）主任牧師の新井宏二と、町田クリスチャンセンター の初代牧師だった中川健一 が司会を務めた。
1984年4月、諸般の事情から新井が降板して中川がメイン司会者に昇格し、元ファッションモデルのヨアンナ・ディック（現姓：スィラヴァン）をアシスタントに起用したものの、1985年には乱脈経営からPTLクラブ本部の財政難が深刻化したため、受入先の日本アッセンブリーズ・オブ・ゴッド教団本部内に置かれていた『PTLクラブジャパン』への資金供与が途絶。これにより教団で内紛が勃発し、同年末を以って中川が離脱、降板した（翌年以降は、主幹として立ち上げた新団体ハーベスト・タイム・ミニストリーズが、親イスラエルを掲げる別番組『ハーベスト・タイム』の制作配給に着手する）。

### 『ライフ・ライン』へのタイトル変更
1986年1月以降、中川が出演しなくなった『PTLクラブ・主をほめよ』は、スティーブ・フォックス（元ゴダイゴ）とヨアンナの司会になったが、1987年4月にはネット局が半減。
さらにベイカー夫妻に女性・麻薬・背任・脱税スキャンダルが続々と発覚してPTLクラブ本部が活動停止状態に陥ったため、事件直後にPTLクラブジャパンは『CTMジャパン』へ改称し、同年7月以降『ライフ・ライン』に番組名と内容を刷新した。ベイカー色の払拭に努め、ヨアンナ、ルーシー・ディック（ヨアンナの妹）、井上博元、久米小百合（芸名：久保田早紀）らが司会するようになった。
CTMジャパンは、『ライフ・ライン』のみならず、劇的な説教と辛辣な他宗派攻撃で知られた『ジミー・スワガート・アワー』や、聖霊のバプテスマを強調する汝矣島純福音教会（全日本福音宣教会）の『幸福への招待』といった、ペンテコステ派メガチャーチのテレビ伝道番組の日本版の制作配給も手掛けていたが、1988年2月スワガートにも姦通スキャンダルが発覚し、アッセンブリーズ・オブ・ゴッド総会で除名決議が下されたため、『ジミー・スワガード・アワー』までもが急遽中止された。

### 太平洋放送協会への制作組織移行
再々の混乱を受け同年12月、CTMジャパンは全資産を太平洋放送協会（PBA）に譲渡し、PBAテレビ部（PBA･CTM / Christian Television Ministries, Pacific Broadcasting Association）として吸収合併されたことで、ペンテコステ派の単独番組だった『ライフ・ライン』は、1989年2月より題名同一のまま新教系超教派の内容に一変し、出演者とスポンサーも全面的に刷新（対象地域別の放送伝道協力会方式）して現在に至る。
中川の後任としてPTLクラブジャパン→CTMジャパンで日本側コーディネーターを務めた吉山宏は、太平洋放送協会への併合を不服として、1991年に自前の伝道番組『ゴスペルアワー』（ゴスペルアワー伝道団こと日本アッセンブリーズ・オブ・ゴッド教団 小岩栄光キリスト教会）を持ち独立した。
2009年には『ライフ・ライン』番組開始20周年記念イベントが行われた。これにより、太平洋放送協会はCTMジャパン時代の『ライフ・ライン』（1986年7月 - 1989年1月）を番組の沿革に数えていない事が明らかになった。

## 出演

### 司会
2023年3月までは関根が司会者として進行を務めていたが、翌4月より、スタジオパートはなくなり、女性ナレーションによる進行に変わった。

### メッセンジャー
- 村上宣道 （むらかみ のぶみち）
- 安海靖郎（あつみ やすお）
- 羽鳥明（はとり あきら）
- 関根弘興（せきね ひろおき）※2023年3月までは司会者として出演

## オープニング曲
- ((タイトル不明))（インスト）（作曲：久米大作、1989年4月 - 2007年3月?）
- きょうのわたしに（歌：コパン、2007年4月? - 2012年3月）
- 一歩（歌：平野翔一(ナイトdeライト)、2013年4月 - 2024年10月）
- ((タイトル不明))（インスト） （2024年11月 - ）

## ネット局
オープニング終了後の30秒枠と聖書通信講座の後と今月の賛美（うた）の合間は地域によって教会の存在場所が異なるため差し替えを行う。このうち前者は差し替えない地域では番組の支援パートナー会員募集が流れる。BBCとSUNは双方を差し替えて近放伝加盟の教会案内となる。また、プレゼント応募の宛先部も地域により異なるため、差し替えが起こる。また日曜正午更新のYouTube配信は割愛

### 現在
| 放送対象地域 | 放送局名              | 放送系列       | 放送時間         | 開始時期        | 備考         |
| ------------ | --------------------- | -------------- | ---------------- | --------------- | ------------ |
| 静岡県       | 静岡第一テレビ（SDT） | 日本テレビ系列 | 土曜 4:30 - 5:00 | 1989年4月 -     | [ 2 ]        |
| 青森県       | 青森テレビ（ATV）     | TBS系列        | 土曜 5:00 - 5:30 | 1987年10月3日 - | [ 5 ]        |
| 新潟県       | 新潟放送（BSN）       | TBS系列        | 土曜 5:15 - 5:45 | 1997年4月 -     | [ 5 ]        |
| 沖縄県       | 沖縄テレビ（OTV）     | フジテレビ系列 | 土曜 5:30 - 6:00 | 2010年4月 -     | [ 7 ]        |
| 京都府       | KBS京都（KBS）        | 独立局         | 土曜 6:30 - 7:00 | 2010年4月 -     |              |
| 千葉県       | 千葉テレビ（CTC）     | 独立局         | 土曜 7:00 - 7:30 | 2001年4月 -     |              |
| 滋賀県       | びわ湖放送（BBC）     | 独立局         | 土曜 7:00 - 7:30 | 1989年4月 -     | [ 8 ]        |
| 埼玉県       | テレビ埼玉（TVS）     | 独立局         | 土曜 8:00 - 8:30 | 1993年10月 -    |              |
| 北海道       | 北海道放送（HBC）     | TBS系列        | 日曜 4:45 - 5:15 | 1991年4月6日 -  | [ 5 ] [ 10 ] |
| 福島県       | 福島テレビ（FTV）     | フジテレビ系列 | 日曜 5:30 - 6:00 | 2013年4月 -     |              |
| 群馬県       | 群馬テレビ（GTV）     | 独立局         | 日曜 7:00 - 7:30 | 1998年10月 -    |              |
| 兵庫県       | サンテレビ（SUN）     | 独立局         | 日曜 7:00 - 7:30 | 1989年4月 -     | [ 8 ]        |
| 神奈川県     | テレビ神奈川（tvk）   | 独立局         | 日曜 8:30 - 9:00 | 1989年4月 -     | [ 11 ]       |

### 過去
| 放送対象地域   | 放送局名          | 放送系列       | 放送時期                    | 備考             |
| -------------- | ----------------- | -------------- | --------------------------- | ---------------- |
| 愛知県         | テレビ愛知（TVA） | テレビ東京系列 | 1995年4月 - 終了時期不明    |                  |
| 三重県         | 三重テレビ（MTV） | 独立局         | 1997年10月 - 終了時期不明   |                  |
| 福島県         | 福島放送（KFB）   | テレビ朝日系列 | 開始時期不明 - 2013年3月    | 福島テレビへ移行 |
| 香川県・岡山県 | 西日本放送（RNC） | 日本テレビ系列 | 開始時期不明 - 終了時期不明 |                  |

## 資料文献
- 「キリスト新聞」（キリスト新聞社）
- 「PBA創立50周年記念誌・福音を恥としない」（2001年11月1日発行、太平洋放送協会）